# 炉亭坳乡
炉亭坳乡，是中华人民共和国湖南省怀化市中方县下辖的一个乡镇级行政单位。

## 行政区划
炉亭坳乡下辖以下地区：
柑子园村、塔灯田村、炉亭坳村、马家溪村和桥亭村。